# 金錫齡

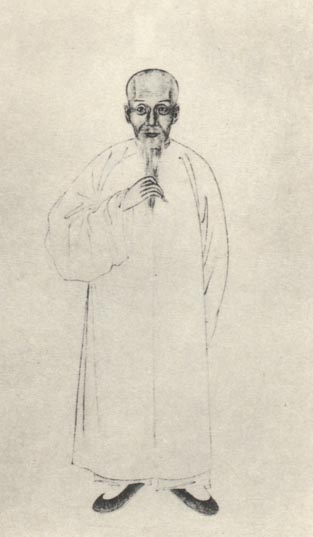
金錫齡

金錫齡（1811年—1896年），字伯年，號芑堂，廣東廣州府番禺縣人，清朝文人。廖廷相岳父。

## 生平
道光十五年（1835年）乙未恩科廣東鄉試舉人。與許玉彬、沈世良、譚瑩、葉衍蘭、李應田等結成訶林詞社。